# هضبة كولورادو

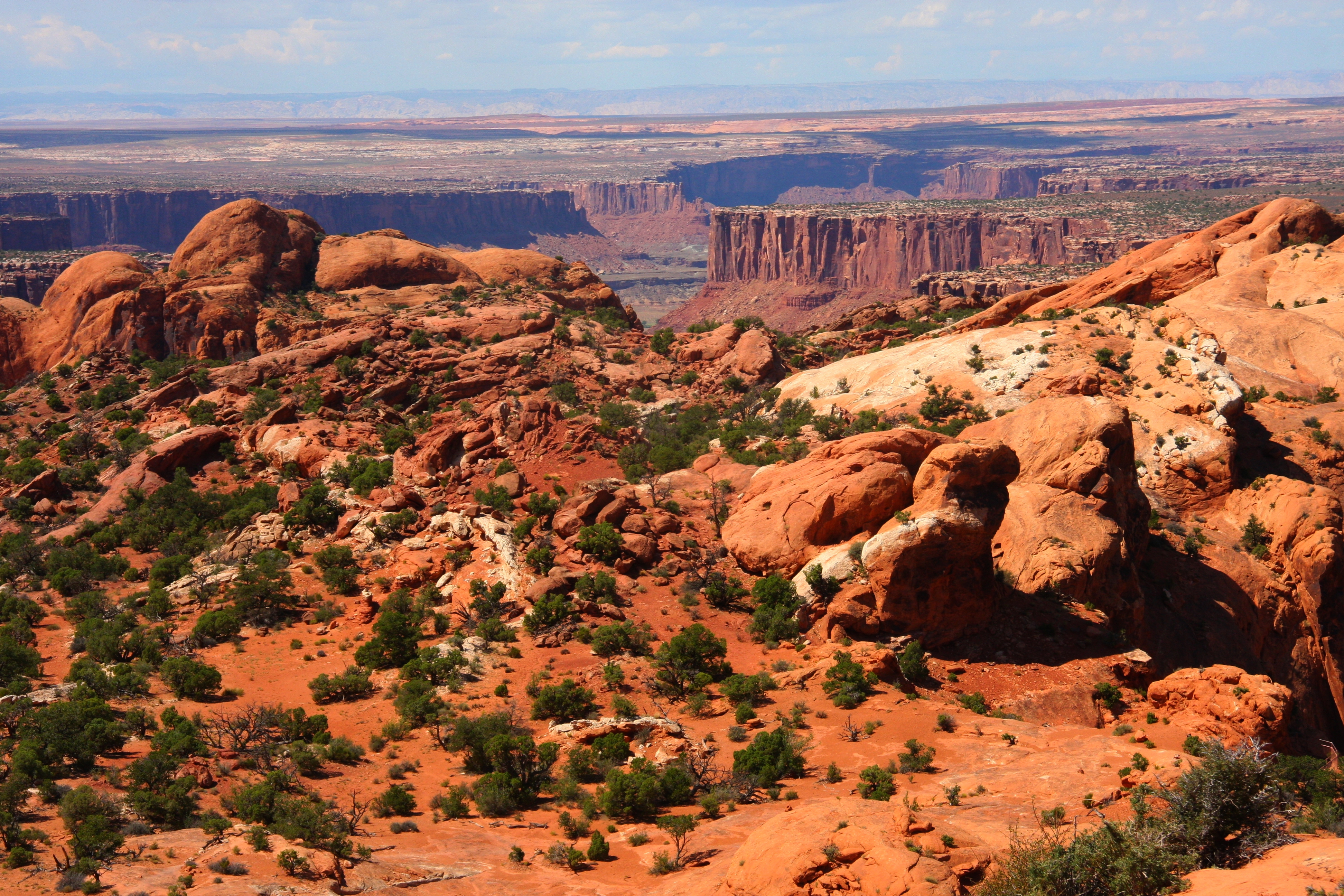

هضبة كولورادو أو إقليم هضبة كولورادو هي منطقة طبيعية جغرافية في هضبة الإنترمونايت، حيث تتمركز على الأربع زوايا للولايات المتحدة الجنوب غربية. يغطي الإقليم مساحة 337,000 كيلومتر مربع في كولورادو الغربية وشمال غرب نيو ميكسيكو وجنوب وشرق يوتا وشمال أريزونا.